# Salvatore Dal Negro
Salvatore Dal Negro (Venezia, 12 novembre 1768 – Padova, 31 gennaio 1839) è stato un fisico e presbitero italiano.

## Biografia

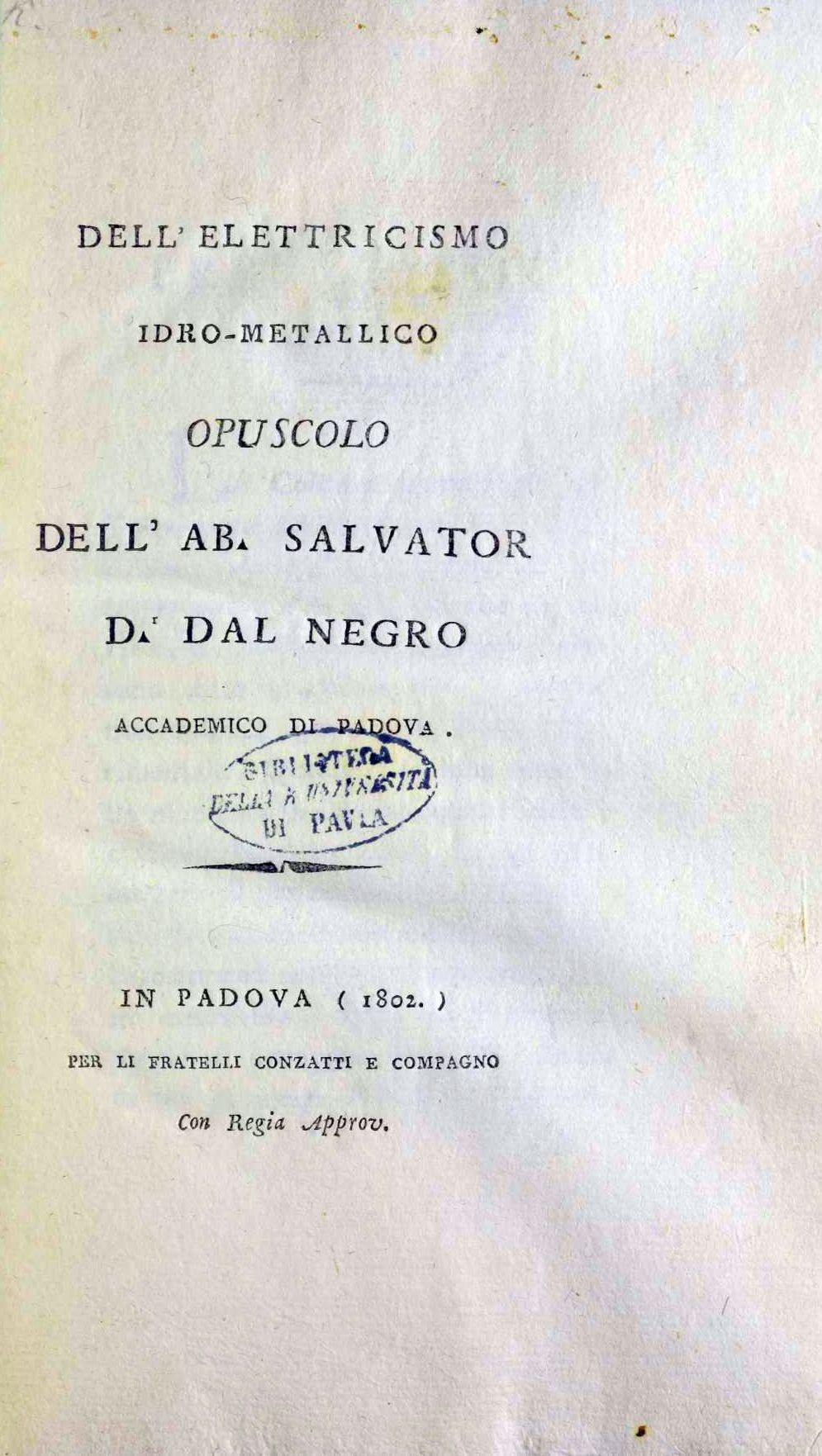
Dell'elettricismo idro-metallico, 1802

Nato nel 1786 da una famiglia di modesta estrazione sociale, studiò teologia nel seminario patriarcale di San Cipriano a Murano, venendo ordinato sacerdote nel 1792. Dopo la confermazione nel 1791 studiò giurisprudenza all'università di Padova e si laureò in utroque iure nel 1796. Intanto aveva sviluppato un particolare interesse per la fisica sperimentale. Seguì le lezioni del fisico sperimentale Simone Stratico, di cui fu aiutante, divenendo quindi assistente di Pietro Zuliani prima di iniziare a insegnare fisica sperimentale e geometria.
Nel 1806 ottenne la cattedra di professore ordinario in fisica sperimentale all'Università di Padova, cattedra che mantenne fino alla sua morte. Diventò più volte direttore della facoltà e nel 1828-1829 fu rettore.
Della sua sfaccettata produzione scientifica, vanno ricordate le sue ricerche sull’ariete idraulico (1810-1811), nonché l’invenzione nel 1809 di un apparecchio per la misura di tempi molto brevi – da lui battezzato “oligocronometro” -, che perfezionò nel corso del tempo, utilizzandolo tra l’altro per misurare la velocità iniziale dei proiettili (1824-1831). La sua grande passione restò però sempre l’elettricità, e tra le varie ricerche che condusse in questo campo va ricordata la realizzazione nel 1831 di un motore elettrico, considerato uno dei primi al mondo. Inoltre, in quegli anni si dedicò ai fenomeni transitori dovuti all'azione dei campi magnetici sulle spirali, alla luce della recente scoperta da parte di Michael Faraday dell'induzione elettromagnetica, scrivendo delle lettere in merito alle sue scoperte scientifiche, che saranno commentate dallo stesso Faraday, riportando tra i vari risultati scientifici anche la "costruzione di una nuova batteria elettro-motiva". Alcune di queste invenzioni sono conservate ed esposte presso il museo di storia della fisica presso il dipartimento di Fisica e Astronomia dell'Università di Padova.
Fu membro dell'Accademia galileiana di Padova (dal 1794), dell'Accademia dei XL e dell'Accademia Virgiliana. Il 7 gennaio 1818 divenne socio dell'Accademia delle scienze di Torino. Nel 1838 Ferdinando I d'Austria lo decorò con l'Ordine della Corona ferrea.
Morì a Padova il 31 gennaio 1839.

## Opere
- Nuovo metodo di costruire macchine elettriche di grandezza illimitata e nuovi esperimenti diretti a rettificare l'apparato elettrico, Venezia, 1799.
- Dell'elettricismo idro-metallico, Padova, fratelli Conzatti & compagno, 1802.
- Dell'elettricismo idro-metallico opuscolo II., Padova, fratelli Conzatti & compagno, 1803.
- Di un nuovo elettrometro ed alcune es erienze relative alla carica della colonna voltiana, in Mem. della Soc. ital. delle scienze, 1804.
- Esperimenti e considerazioni sull'ariete idraulico , Padova tipografia del seminario, 1811.
- Nuovo metodo di misurare le pieé minute frazioni del tempo. Padova, per Bettoni & compagno, 1816.
- Nuovo metodo di misurare le velocità iniziali dei projetti, Padova, 1824.
- Saggio di esperimenti relativi alla velocità iniziale dei proietti, in Nuovi Saggi d. I. R. Accad. di Padova, III, 1831.
- Nuova macchina elettromagnetica immaginata dall'abate Salvatore Dal Negro, in Annali d. scienze d. Regno Lombardo-Veneto, IV, pp. 324-36, 1834.
- Nuovi esperimenti che confermano l'influenza della reciproca distanza dei perimetri di due metalli sull'efficienza degli elettromotori, Padova, 1835.
- Memoria sopra le proprietà dei perimetri dei due metalli costituenti gli elementi voltiani, Padova, 1838.